# Oderadówka
Oderadówka (ukr. Одерадівка) – wieś na Ukrainie w rejonie krzemienieckim należącym do obwodu tarnopolskiego.